# Aeropuerto de Quiché
El Aeropuerto de Quiché (IATA: AQB, OACI: MGQC) es un aeropuerto en el municipio de Santa Cruz del Quiché en el altiplano occidental de Guatemala.
Tiene una pista de asfalto de 1200 metros de longitud en dirección 17/35.